# George Englund
George Englund (Washington, 22 giugno 1926 – Los Angeles, 14 settembre 2017) è stato un regista, sceneggiatore, produttore televisivo e produttore cinematografico statunitense.

## Biografia
Divenne conosciuto soprattutto per il film Missione in Oriente - Il brutto americano (1963), per cui ebbe la candidatura al Golden Globe per il miglior regista, e per Zachariah (1971). Nel 1953 sposò Cloris Leachman, dalla quale ebbe 5 figli. La coppia, separata dal 1974, divorziò nel 1978.
Era il migliore amico di Marlon Brando, che ha recitato nel film di Englund del 1963 Missione in Oriente - Il brutto americano, e ha scritto un memoir sulla loro amicizia.

## Filmografia

### Cinema
- Missione in Oriente - Il brutto americano (The Ugly American), regia di George Englund (1963)
- La strada del crimine (Signpost to Murder), regia di George Englund (1965)
- Zachariah, regia di George Englund (1971)
- Grande slalom per una rapina (Snow Job), regia di George Englund (1972)

### Televisione
- Fino all'ultimo dollaro (The Vegas Strip War), regia di George Englund - film TV (1984)